# Глухівський коледж Сумського Національного Аграрного Університету
Відокремлений структурний підрозділ «Глухівський агротехнічний фаховий коледж СНАУ» — один з найстаріших закладів освіти України, заснований 1899 року в м. Глухів Шосткинського району Сумської області. 

## Опис
Викладачі закладу освіти підготували тисячі висококваліфікованих спеціалістів, які зробили великий внесок у механізацію й електрифікацію сільського господарства України. Сьогодні це сучасний і потужний навчально-виховний центр, який користується високим авторитетом у країні.
На території коледжу знаходиться Народний музей двічі Героя Радянського Союзу С. А. Ковпака.
| Номер свеціальності | 5.03050801       | 5.03050901           | 5.03060101              | 5.10010201                                                           | 5.10010102                                                                               | 5.06010101                                    | 6.030508         | 6.100202                                                   | 6.060101    |
| ------------------- | ---------------- | -------------------- | ----------------------- | -------------------------------------------------------------------- | ---------------------------------------------------------------------------------------- | --------------------------------------------- | ---------------- | ---------------------------------------------------------- | ----------- |
| Напрямок            | Фінанси і кредит | Бухгалтерський облік | Організація виробництва | Експлуатація та ремонт машин і обладнання агропромислового комплексу | Монтаж, обслуговування та ремонт електротехнічних установок в агропромисловому комплексі | Будівництво та експлуатація будівель і споруд | Фінанси і кредит | Процеси, машини та обладнання агропромислового виробництва | Будівництво |